# فرودگاه بین‌المللی پینتو مارتینز
فرودگاه بین‌المللی پینتو مارتینز (به انگلیسی: Pinto Martins International Airport) (به زبان بومی: Aeroporto Internacional Pinto Martins – Fortaleza) یک فرودگاه همگانی و نظامی مسافربری با کد یاتا FOR است که یک باند فرود آسفالت دارد و طول باند آن ۲۵۴۵ متر است. این فرودگاه در شهر فورتالزا کشور برزیل قرار دارد و در ارتفاع ۲۵ متری از سطح دریا واقع شده‌است.

## شرکت‌های هواپیمایی و مقصدهای پروازی

### مسافری
| شرکت‌های هواپیمایی     | مقصدهای پروازی |
| --------------------- | --- |
| اویانکا برزیل         | ال دورادو، برازیلیا، خوازیرو دو نورته، سلگدو فیلهو، ریو دوژانیرو گالیائو، کونگونیاس-سائو پائولو، سائو پائولو گوارولوس                                                          |
| آزول برزیلین ایرلاینز | ول د کائس، تانکردو نوس، ویراکوپوس-کامپیناس، کاین رشابوو، سانتا جنووا، ایمپراتریز، گریتر نیتل، پورتو سگورو، ریکایف، دپوتادو لوئیس ادواردو مگاهاس، مارشال کونیا ماچادو، ترسینا   |
| کوندور فلوگدینست      | فرانکفورت |
| گول ایر ترنسپورت      | ول د کائس، برازیلیا، مینیسترو پیستارینی، ادواردو گومز، گریتر نیتل، ریکایف، ریو دوژانیرو گالیائو، دپوتادو لوئیس ادواردو مگاهاس، کونگونیاس-سائو پائولو، سائو پائولو گوارولوس     |
| تام ایرلاینز          | ول د کائس، برازیلیا، ایمپراتریز، میامی، گریتر نیتل، سلگدو فیلهو، ریکایف، ریو دوژانیرو گالیائو، دپوتادو لوئیس ادواردو مگاهاس، مارشال کونیا ماچادو، سائو پائولو گوارولوس، ترسینا |
| مریدیانا              | میلانو مالپنسا |
| تی‌ای‌سی‌وی              | پرائیا |
| تاپ پرتغال            | لیسبون پورتلا |